# Kanton Alby-sur-Chéran
Kanton Alby-sur-Chéran is een voormalig kanton van het Franse departement Haute-Savoie. Kanton Alby-sur-Chéran maakte deel uit van het Annecy en telde 9943 inwoners in 1999. Het werd opgeheven bij decreet van 13 februari 2014, met uitwerking op 22 maart 2015.

## Gemeenten
Het kanton Alby-sur-Chéran omvatte de volgende gemeenten:
- Alby-sur-Chéran (hoofdplaats)
- Allèves
- Chainaz-les-Frasses
- Chapeiry
- Cusy
- Gruffy
- Héry-sur-Alby
- Mûres
- Saint-Félix
- Saint-Sylvestre
- Viuz-la-Chiésaz